# Teberda
Teberda (Russisch: Теберда) is een kuuroordstad in de Russische autonome republiek Karatsjaj-Tsjerkessië op 105 kilometer ten zuiden van Tsjerkessk. De stad ligt in de Kaukasus op een hoogte van 1.350 meter, waarmee het de hoogstgelegen stad van Rusland is. De rivier de Teberda (stroomgebied van de Koeban) stroomt door Teberda.
In 1868 werd de stad gesticht door de Karatsjaïers en kreeg de status van stad in 1971.
| 1939  | 1959  | 1970  | 1979  | 1989  | 2002  |
| ----- | ----- | ----- | ----- | ----- | ----- |
| 3.200 | 4.400 | 6.500 | 6.600 | 8.840 | 7.827 |

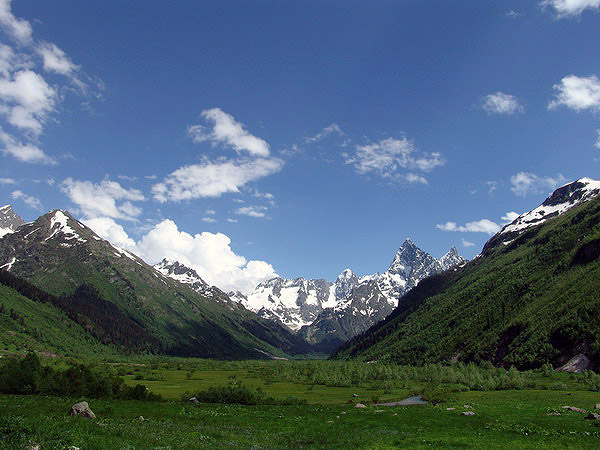
Teberdakloof

Bestuurlijk centrum: Tsjerkessk

Steden: Karatsjajevsk · Oest-Dzjegoeta · Teberda

Districten: Abazinski · Adyge-Chablski · Chabezski · Karatsjajevski · Malokaratsjajevski · Nogajski · Oeroepski · Oest-Djegoetinski · Prikoebanski · Zelentsjoekski